# Ансамбль советской оперы
Ансамбль советской оперы — коллектив артистов, работающий в Всероссийском театральном обществе.

## История
Ансамбль советской оперы Всероссийского театрального общества под руководством К. М. Попова и Е. Б. Лигина создан в 1934 году. Цель Ансамбля: популяризация оперных произведений советских композиторов. Здесь проходили исполнительскую апробацию произведения, большинство из которых в дальнейшем занимали заметное место в репертуаре оперных театров Советского Союза.
Во время Великой Отечественной войны ансамбль соединился с фронтовыми бригадами. В 1944 году возобновил работу в прежнем формате.
Всего было исполнено 75 опер: «Декабристы» Ю. Шапорина (1937 год), «Казначейша» Б. Асафьева (1937 год), «Чапаев» Б. Мокроусова (1938 год), «Степан Разин» (1-я редакция, 1940 года, 2-я редакция 1953 года) А. Касьянова, «Севастопольцы» М. Коваля (1945 год), «Фома Гордеев» А. Касьянова (1946 год), «Иван Болотников» Л. Степанова (1949 год), «Укрощение строптивой» В. Шебалина (1955 год), «Октябрь» В. Мурадели (1961 год). Кроме того ставили русскую и зарубежную классику, национальные оперы композиторов республик СССР: «Хан Улугбек» А.Козловского (1941 год), «Марине» А. Шаверзашвили (1954 год), «Дударай» А. Брусиловского (1955 год), «Нарспи» И. Пустыльника (1958 год), «Джамиля» М. Раухвергера (1960 год).
Концерты проходили на сценах Дома актёра и Дома композиторов, в городах Советского Союза, на радио и телевидении в концертном исполнении, без использования грима и костюмов, под аккомпанемент фортепиано или оркестра.
В 1962 году ансамбль упразднён.